# Dark and Darker
«Dark and Darker» — майбутня багатокористувацька фентезійна відеогра у жанрі Dungeon crawler та королівських битв, розроблена південнокорейською студією Ironmace . Гра знаходиться у ранньому доступі. Очікувана дата випуску — 4-й квартал 2023 року. 7 лютого 2023 року на офіційній сторінці в Steam було заявлено, що у третьому відкритому тестуванні перевищив 100 000 онлайн гравців. 4 травня 2023 року Ironmace поділилися статисткою про те, що понад 450 тисяч осіб взяли участь у п'ятому відкритому тестуванні, хоча клієнту гри потрібно було зареєструватися за посиланнями в офіційній групі в Discord. 7 серпня 2023 року команда Dark and Darker підтвердила в Discord, що знайшла видавця для гри: Chaf Games. Це підтвердив розробник «Graysun», який зазначив, що "Chafgames їх офіційний партнер.

## Ігровий процес
«Dark and Darker» — гра від першої особи в похмурому середньовічному фентезійному оточенні. Це гібрид відразу в кількох жанрах: Dungeon crawler, Battleroyal та Roguelike . Гра поєднує в собі також елементи рольової відеогри із класичних настільних ігор, таких як Dungeons & Dragons, а також елементи ігор від першої особи, таких як Might and Magic та елементи багатокористувацьких відеоігор, як, наприклад, DayZ . Ігровий портал Polygon відніс гру до піджанру «видобування» (англ. «Extraction») у жанрі королівських битв .
Гравці можуть обрати один із семи класів: боєць, варвар, розбійник, рейнджер, чарівник, клірик, бард . У грі представлений ігровий процес PvPvE (гравець проти гравця, проти оточення), де гравці вступають у бій із монстрами, щоб отримати цінні предмети. Жоден матч не схожий на попередні через величезну кількість елементів, що зустрічаються у випадкових комбінаціях. Гравці повинні зберігати пильність щодо потенційних загроз з боку інших гравців. Бойова система заснована на точності ударів та зоні ураження моделі гравця, тому потрібно вміло ухилятися і блокувати удари у правильному напрямку. У грі можна використовувати холодну зброя різних типів, різну стрілецьку зброя, а також різні магічні палиці, та книги.
Ігровий процес вельми простий — гравець з'являється у випадковому місці похмурого підземелля, де він має битися з різноманітними монстрами, намагаючись знайти більше корисних речей. Освітлення та звук відіграють дуже важливу роль. Ігрова зона поступово звужується по ходу матчу, змушуючи гравців сходитися один з одним. Виживання у матчі досягається шляхом втечі через портал синього кольору, який з'являється у вигляді оберегу на підлозі у фінальній зоні. Існує червоний портал, який дозволяє потрапити на матч підвищеної складності (у Пекло), де з'являються складніші істоти та боси. Зараз у грі є три карти з різним шансом випадання цінних предметів та унікальними наборами супротивників. Втеча зі здобиччю дозволяє гравцеві зберегти здобуте у спеціальному місці в меню лобі для майбутніх матчів або продати предмети продавцям, у яких можна купити спорядження. Якщо гравця вбивають, то він втрачає все своє майно та спорядження. Гравець прагне набрати під час відеогри якомога більше цінних предметів, які блищать на полицях, як у грі Thief, але часто це заважають зробити пастки. Якщо гравець успішно вибирається з підземелля, він отримує досвід і рівні, і зможе вибрати нові навички, і заклинання. У грі є можливість обмінюватися предметами між гравцями, використовуючи в матчі знайдену внутрішньоігрову валюту або інші цінні предмети.
В інтерв'ю Ironmace заявили, що в майбутньому в грі з'явиться дерево навичок та завдання, карти та багато нового спорядження. Скоро вийде восьмий клас чаклун і, можливо, чернець, що атакує кулаками. У грі планується сезонний загальний прогрес, наприкінці якого відбудеться обнулення (вайп). До гри планують запровадити захист від чітерів Easy anti cheat.

## Правові питання
16 лютого 2023 року південнокорейська компанія з виробництва відеоігор Nexon заявила, що «Dark and Darker» має подібність до їхнього проєкту, який розроблятиметься в їхній компанії, і має попередню назву «P3». У заяві Nexon стверджувалося, що активи та напрацювання P3 були завантажені на зовнішній сервер неназваним керівником проектної групи P3, який запропонував своїм товаришам по команді покинути Nexon, та працювати над грою, схожою на P3. Після цього керівник групи звільнився в серпні 2021 року, а за ним пішла половина проєктної групи P3, у складі 20 осіб. Всі вони згодом перейшли до Ironmace, заснованої Пак Син Ха в жовтні 2021 року, який також входив до складу команди проєкту P3 . Після розформування команди розробників P3 основна частина команди була реорганізована для роботи над іншим проєктом із попередньою назвою «P7» .
Ironmace відкидають звинувачення, заявляючи, що жанр гри не може бути захищений авторським правом, і їхня гра «Dark and Darker» була створена повністю з нуля і заснована на можливостях движка Unreal Engine; а програмний код був повністю створений їх співробітниками . 8 березня 2023 року поліція провела обшук в офісі Ironmace у Соннамі у пошуках доказів за цими звинуваченнями. 24 березня 2023 року Nexon надіслала Ironmace повідомлення з вимогою припинити розробку «Dark and Darker» через порушення авторських прав. 26 березня 2023 гра була виключена зі списку бібліотеки Steam, після того, як Nexon подала повідомлення DMCA .
14 квітня 2023 року Ironmace оголосила про своє п'яте публічне тестування гри, при цьому, інформація для клієнтів гри поширюється через посилання в офіційному каналі Discord, а не через магазин Steam. Того ж дня Nexon подала позов про порушення авторських прав проти Ironmace у США. Ironmace звинувачують лише одного співробітника Ironmace і заявляють, що ця проблема має бути вирішена у Південній Кореї .
20 квітня 2023 року Ironmace звернулися до Steam із проханням повернути Dark and Darker назад у магазин, заявивши, що претензії Nexon про порушення авторських прав були «необґрунтованими» .